# Прихленко, Михаил Васильевич

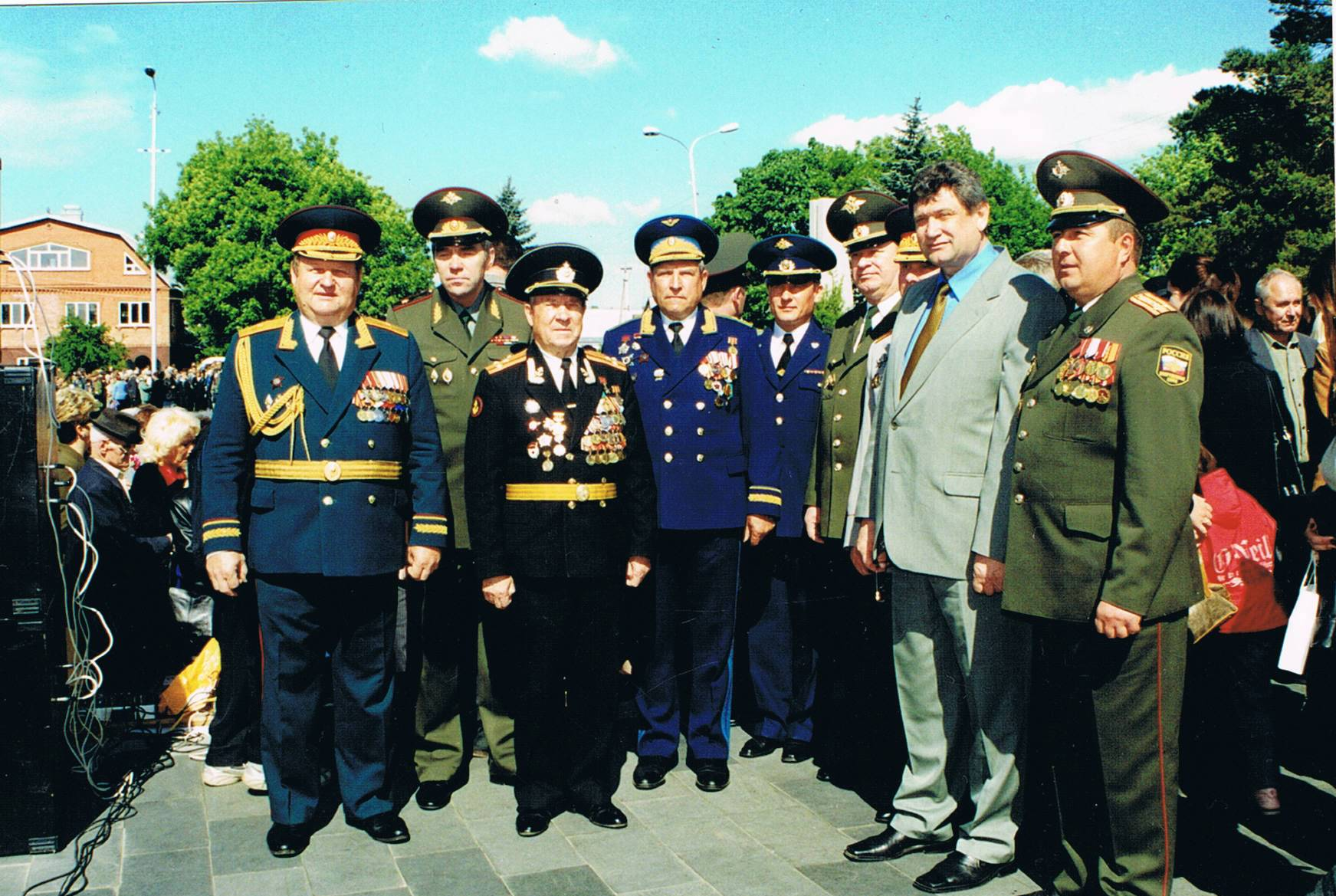
Прихленко М. В. в День Победы Майкопе 2002.

Михаил Васильевич Прихленко (31 октября 1952, станица Гиагинская, Адыгейская автономная область, СССР — 4 сентября 2009, Майкоп) — российский государственный деятель, юрист. Прокурор Республики Адыгея (1988 — 2007). Уполномоченный по правам человека Республики Адыгея (2007 — 2009). Государственный советник юстиции 2 класса.

## Биография
Родился 31 октября 1952 года в Станице Гиагинская Адыгейской автономной области Краснодарского края, РСФСР.  Образование высшее по окончании Саратовского юридического института юридического факультета. 
Начинал трудовую деятельность в прокуратуре города Майкопа в 1977 году в должности стажера следователя. 
С 1981 по 1988 год работал прокурором города Майкопа.
С декабря 1988 по октябрь 2007 года — прокурор Республики Адыгея. 
Входил в координационный  Совет  при  Президенте  Республики Адыгея.
10 января 1991 года Указом Президента СССР присвоен классный чин Государственный советник юстиции 3 класса.
С 1994 года — Государственный советник юстиции 2 класса.
Ушёл в отставку по выслуге лет.  
Почётный работник прокуратуры Российской Федерации. 
Заслуженный юрист Республики Адыгея и Российской Федерации. 
Уполномоченный по правам человека в Республике Адыгея, назначен на должность 28 мая 2008 Государственным советом — Хасэ Республики Адыгея в соответствии с Законом Республики Адыгея «Об Уполномоченном по правам человека в Республике Адыгея».
Президент Федерации конного спорта (ФКС) республики Адыгея.
Награждён именным оружием, медалью «Слава Адыгеи».
Умер на рабочем месте 4 сентября 2009 года.

## Награды
- Медаль «290 лет прокуратуре России»[8]
- Медаль Руденко[9]
- Медаль «Слава Адыгеи»
- нагрудный знак «Почётный работник прокуратуры Российской Федерации»;
- нагрудный знак «За безупречную службу»;
- Знак отличия «За верность закону» I степени.
- Заслуженный юрист Российской Федерации.
- За добросовестное исполнение служебного долга поощрялся Генеральным прокурором Российской Федерации.